# Развојна психологија
Развојна психологија је научна студија о томе како и зашто људи расту, мењају се и прилагођавају током свог живота. Научници су се првобитно бавили бебама и децом, а област се проширила на адолесценцију, развој одраслих, старење и цео животни век. Развојни психолози имају за циљ да објасне како се размишљање, осећања и понашања мењају током живота. Ово поље испитује промене у три главне димензије, а то су физички развој, когнитивни развој и социјално-емоционални развој. У оквиру ове три димензије налази се широк спектар тема укључујући моторичке вештине, извршне функције, морално разумевање, усвајање језика, друштвене промене, личност, емоционални развој, самопоимање и формирање идентитета.
Развојна психологија испитује утицаје природе и неговања на процес људског развоја, као и процесе промене контекста током времена. Многи истраживачи су заинтересовани за интеракције између личних карактеристика, понашања појединца и фактора средине. Ово укључује друштвени контекст и изграђено окружење. Текуће дебате у вези са развојном психологијом укључују биолошки есенцијализам наспрам неуропластичности и фазе развоја наспрам динамичких система развоја. Истраживања у развојној психологији имају нека ограничења, али у овом тренутку истраживачи раде на томе да схвате како прелазак кроз фазе живота и биолошки фактори могу утицати на наше понашање и развој.
Развојна психологија обухвата низ области, као што су педагошка психологија, дечија психопатологија, форензичка развојна психологија, развој детета, когнитивна психологија, еколошка психологија и културолошка психологија. Утицајни развојни психолози из 20. века су Ури Бронфенбренер, Ерик Ериксон, Зигмунд Фројд, Ана Фројд, Жан Пијаже, Барбара Рогоф, Естер Телен и Лав Виготски.

## Историјске претходнице
Развојна психологија је грана психологије која тежиште својих истраживања ставља на процес развоја не само у детињству већ и на све друге периоде одраслог доба, укључујући и доба старости. Као и свака друга научна дисциплина, и она има своју историју. Историчари ове психолошке дисциплине деле њену историју на следеће периоде: прелиминарни период, период уобличавања, формативни период, период институционализације и специјализације и савремени период.
Жан Жак Русо и Џон Вотсон се типично наводе као особе које су поставиле темеље модерне развојне психологије. Средином 18. века Жан Жак Русо је описао три фазе развоја: новорођенчад (рано детињство), деца (детињство) и адолесценција у делу Емил или о васпитању. Ондашњи просветни радници су свесрдно прихватили Русоове идеје.
Развојна психологија се углавном фокусира на то како и зашто се временом дешавају одређене промене (когнитивне, социјалне, интелектуалне, личне) у току људског живота. Постоје многи теоретичари који су дали дубок допринос овој области психологије. Један од њих, Ерик Ериксон развио је модел од осам фаза психолошког развоја. Он је веровао да се људи током живота развијају у фазама и да то утиче на њихово понашање.
Крајем 19. века, психолози упознати са еволуционом теоријом Дарвина почели су да траже еволутивни опис психолошког развоја; у том погледу се истицао пионирски психолог Грандвил Стенли Хол, који је покушао да повеже узраст детињства са претходним узрастима човечанства. Џејмс Марк Болдвин је написао више есеја у овој области, као што су Имитација: поглавље из природне историје свести и Ментални развој детета и расе: Методе и процеси, и био је у великој мери укључен у унапређење теорије развојне психологије. Фројдови концепти су се исто тако били бавили овом облашћу, и значајно су утицали на перцепцију јавности.

## Теорије

### Психосексуални развој
Зигмунд Фројд је веровао да свако има свестан, предсвесни и несвесни ниво свести. У свесном, човек је свестан свог менталног процеса. Предсвест укључује информације које, иако тренутно нису у нашим мислима, могу бити доведене у свест. И на крају, несвесно укључује менталне процесе којих особа није свесна.
Он је веровао да постоји тензија између свесног и несвесног, јер свесно покушава да задржи оно што несвесно покушава да изрази. Да би то објаснио, развио је три структуре личности: ид, его и суперего. Ид, најпримитивнији од њих три, функционише према принципу задовољства: потрага за задовољством и избегавање бола. Суперего игра критичку и морализаторску улогу; а его је организовани, реалистички део који посредује између жеља ида и суперега.
На основу овога, предложио је пет универзалних фаза развоја, од којих се свака одликује ерогеном зоном која је извор дететове психосексуалне енергије. Прва је орална фаза која се јавља од рођења до 12. месеца живота. Током оралне фазе, „либидо је центриран у бебиним устима“. Беба је способна да сиса. Други је анални стадијум, од једне до три године. Током аналне фазе, дете врши нужду из ануса и често је фасцинирано својом дефекацијом. Трећи је фалусни стадијум, који се јавља од три до пет година старости (већина човекове личности се формира до овог доба). Током фалусне фазе дете је свесно својих полних органа. Четврта је фаза латенције, која се јавља од пете године до пубертета. Током фазе латенције, сексуални интереси детета су потиснути. Пета фаза је генитална фаза која се одвија од пубертета до одраслог доба. Током гениталне фазе, пубертет почиње да се одвија.

### Теорије когнитивног развоја
Жан Пијаже, швајцарски теоретичар, поставио је став да деца уче активно градећи знање кроз практично искуство. Он је сугерисао да је улога одрасле особе у помагању детету да учи била да пружи одговарајуће материјале са којима дете може да ступи у интеракцију и које користи за конструисање. Он је искористио сократовско испитивање како би подстакао децу да размисле о ономе што раде, и покушао је да их наведе да у својим објашњењима виде контрадикције.
Пијаже је веровао да се интелектуални развој одвија кроз низ фаза, које је описао у својој теорији о когнитивном развоју. Свака фаза се састоји од корака које дете мора да савлада пре него што пређе на следећи корак. Он је сматрао да ове фазе нису одвојене једна од друге, већ да се свака фаза надограђује на претходну у континуираном процесу учења. Он је предложио четири фазе: сензомоторну, преоперативну, конкретно оперативну и формално оперативну. Иако није сматрао да су се ове фазе догађале у било ком специфичном добу, многе студије су утврдиле када би требало да дође до испољавања ових когнитивних способности.

### Фазе моралног развоја
Жан Пијаже је тврдио да се логика и морал развијају кроз конструктивне фазе. Проширујући Пијажеов рад, Лоренс Колберг је утврдио да се процес моралног развоја првенствено бави правдом и да се наставља током целог живота појединца.
Предложио је три нивоа моралног расуђивања; предконвенционално морално резоновање, конвенционално морално резоновање и постконвенционално морално резоновање. Предконвенционално морално резоновање је типично за децу и карактерише га расуђивање које се заснива на наградама и казнама које су повезане са различитим правцима деловања. Конвенционални морални разум се јавља током касног детињства и ране адолесценције и карактерише га расуђивање засновано на правилима и конвенцијама друштва. На крају, постконвенционално морално резоновање је фаза током које појединац види друштвена правила и конвенције као релативне и субјективне, а не као ауторитативне.
Колберг је користио Хајнцову дилему да примени на своје фазе моралног развоја. Хајнцова дилема укључује Хајнцову жену која умире од рака и Хајнца који има дилему да спасе своју жену крађом дроге. Преконвенционални морал, конвенционални морал и постконвенционални морал се примењују на Хајнцову ситуацију.

### Фазе психосоцијалног развоја
Немачко-амерички психолог Ерик Ериксон и његова сарадница и супруга Џоан Ериксон постављају осам фаза индивидуалног људског развоја под утицајем биолошких, психолошких и друштвених фактора током животног века. У свакој фази особа мора да реши изазов, или егзистенцијалну дилему. Успешно решавање дилеме доводи до тога да особа уграђује позитивну врлину, али неуспех у решавању фундаменталног изазова тог стадијума појачава негативне перцепције особе или света око ње, а лични развој особе не може да напредује. Прва фаза, "Поверење против неповерења", одвија се у детињству. Позитивна врлина за прву фазу је нада, у томе да дете научи коме да верује и има наду да ће група људи бити ту за њега/њу.
Друга фаза је "аутономија против стида и сумње" са позитивном врлином која је воља. Дешава се у раном детињству када дете учи да постане независније откривајући за шта је способно, док ако је дете претерано контролисано, осећај неадекватности се појачава, што може довести до ниског самопоштовања и сумње.
Трећа фаза је „иницијатива против кривице“. Врлина стеченог је осећај сврхе. Ово се првенствено дешава кроз игру. Ово је фаза у којој ће дете бити радознало и имати много интеракција са другом децом. Они ће постављати многа питања како њихова радозналост расте. Ако је присутно превише кривице, дете може спорије и теже комуницирати са својим светом и другом децом у њему.
Четврта фаза је „компетентност против инфериорности“. Врлина ове фазе је компетенција и резултат је раних искустава детета у школи. Ова фаза је када ће дете покушати да добије одобравање других и схвати вредност својих достигнућа.
Пета фаза је "идентитет против конфузије улога". Добијена врлина је верност и дешава се у адолесценцији. Тада дете идеално почиње да идентификује своје место у друштву, посебно у смислу родне улоге.
Шеста фаза је "интимност против изолације", која се дешава код младих одраслих, а стечена врлина је љубав. Ово је када особа почиње да дели свој живот са неким другим интимно и емотивно. Ако то не радите, то може појачати осећај изолације.
Седма фаза је "генеративност против стагнације". То се дешава у одраслом добу и стечена врлина је брига. Особа постаје стабилна и почиње да враћа подизањем породице и укључивањем у заједницу.
Осма фаза је "интегритет ега против очаја". Када неко остари, осврће се на свој живот и размишља о својим успесима и неуспесима. Ако ово реше позитивно, стиче се врлина мудрости. Ово је такође фаза када се може стећи осећај затворености и прихватити смрт без жаљења или страха.

### Модел хијерархијске сложености
Мајкл Комонс је побољшао и поједноставио развојну теорију Бербела Инхелдера и Жана Пијажеа и нуди стандардни метод испитивања универзалног обрасца развоја. Модел хијерархијске сложености није заснован на процени информација специфичних за домен, он дели редослед хијерархијске сложености задатака којима се треба бавити од перформанси фазе на тим задацима. Фаза је редослед хијерархијске сложености задатака које учесник успешно решава. Он је проширио Пијажеових оригиналних осам фаза (рачунајући половину) на седамнаест фаза. Фазе су:
1. Калкулативна
2. Аутоматска
3. Сензорна и моторна
4. Кружна сензорно-моторна
5. Сензорно-моторна
6. Номинална
7. Реченична
8. Преоперативна
9. Примарна
10. Конкретна
11. Апстрактана
12. Формална
13. Систематична
14. Метасистематска
15. Парадигматска
16. Унакрсна парадигматична
17. Мета-унакрсна-парадигматична

У овом моделу постоје три главна аксиома за испуњење како би задатак вишег реда координирао следећи задатак нижег реда. Аксиоми су правила која се поштују да би се утврдило како МХС наређује акције да формирају хијерархију. Ови аксиоми су:
- дефинисани у терминима задатака на следећем нижем реду хијерархијске сложености радње задатка;
- дефинисан као радња задатка вишег реда која организује две или више мање сложених акција; то јест, сложенија радња одређује начин на који се мање сложене радње комбинују;
- дефинисано као задатак нижег реда, радње морају бити изведене непроизвољно.[23]

### Теорија еколошких система
Теорија еколошких система, коју је првобитно формулисао Ури Бронфенбренер, наводи четири типа угнежђених еколошких система, са двосмерним утицајима унутар и између система. Четири система су микросистем, мезосистем, егзосистем и макросистем. Сваки систем садржи улоге, норме и правила која могу снажно обликовати развој. Микросистем је директно окружење у нашим животима као што су наш дом и школа. Мезосистем је начин на који се односи повезују са микросистемом. Егзосистем је већи друштвени систем у коме дете не игра никакву улогу. Макросистем се односи на културне вредности, обичаје и законе друштва.
Микросистем је непосредно окружење које окружује појединца и утиче на њега (пример: школа или кућно окружење). Мезосистем је комбинација два микросистема и начина на који они утичу једни на друге (пример: односи између браће и сестара код куће насупрот вршњачким односима у школи). Егзосистем је интеракција између два или више окружења која су индиректно повезана (пример: очев посао који захтева више прековременог рада на крају утиче на успех његове ћерке у школи јер он више не може да јој помогне са домаћим задатком). Макросистем је шири узимајући у обзир друштвено-економски статус, културу, веровања, обичаје и морал (пример: дете из богатије породице из тог разлога види вршњака из мање богате породице као инфериорног). Коначно, хроносистем се односи на хронолошки карактер животних догађаја и како они ступају у интеракцију и мењају појединца и његове околности кроз транзицију (пример: мајка која је изгубила сопствену мајку због болести и више нема ту подршку у свом животу).
Од свог објављивања 1979. године, Бронфенбренерова главна изјава о овој теорији, Екологија људског развоја, је имала широк утицај на начин на који психолози и други приступају проучавању људских бића и њиховог окружења. Као резултат оваквог концептуализације развоја, ова окружења — од породице до економских и политичких структура — постала су посматрана као део животног тока од детињства до одраслог доба.

### Зона проксималног развоја
Лав Виготски је био руски теоретичар из совјетске ере, који је тврдио да деца уче кроз практично искуство и друштвене интеракције са припадницима њихове културе. Виготски је веровао да развој детета треба испитати током активности решавања проблема. За разлику од Пијажеа, он је тврдио да би правовремена и осетљива интервенција одраслих када је дете на ивици учења новог задатка (названа „зона проксималног развоја“) могла помоћи деци да науче нове задатке. Зона проксималног развоја је алат који се користи за објашњавање учења деце и сарадничких активности решавања проблема са одраслом особом или вршњаком. Ова улога одрасле особе се често назива вештим „мајстором“, док се дете сматра учеником који учи кроз образовни процес који се често назива „когнитивним шегртовањем“.
Мартин Хил је изјавио да „Свет стварности не важи за ум детета." Ова техника се назива „скеле“, јер се заснива на знању које деца већ имају новим знањима која одрасли могу помоћи детету да научи. Виготски је био снажно фокусиран на улогу културе у одређивању дечјег обрасца развоја, тврдећи да се развој креће са друштвеног нивоа на ниво појединца. Другим речима, Виготски је тврдио да психологија треба да се фокусира на напредак људске свести кроз однос појединца и његовог окружења. Сматрао је да ако научници наставе да занемарују ову везу, онда ће ово занемаривање инхибирати потпуно разумевање људске свести.

### Конструктивизам
Конструктивизам је парадигма у психологији која карактерише учење као процес активног конструисања знања. Појединци сами себи стварају значење или дају смисао новим информацијама одабиром, организовањем и интеграцијом информација са другим знањем, често у контексту друштвених интеракција. Конструктивизам се може јавити на два начина: индивидуални и друштвени. Индивидуални конструктивизам је када особа конструише знање кроз когнитивне процесе сопствених искустава, а не кроз памћење чињеница које су дали други. Друштвени конструктивизам је када појединци конструишу знање кроз интеракцију између знања које уносе у ситуацију и друштвене или културне размене унутар тог садржаја.
Жан Пијаже, швајцарски развојни психолог, предложио је да је учење активан процес јер деца уче кроз искуство и праве грешке и решавају проблеме. Пијаже је предложио да учење треба да буде целовито помажући ученицима да схвате да је значење конструисано.

### Еволуциона развојна психологија
Еволуциона развојна психологија (ЕРП) је истраживачка парадигма која примењује основне принципе дарвинистичке еволуције, посебно природне селекције, да би разумела развој људског понашања и сазнања. Укључује проучавање генетских и еколошких механизама који леже у основи развоја друштвених и когнитивних компетенција, као и епигенетских (интеракције ген-средина) процеса који прилагођавају ове компетенције локалним условима.
ЕРП разматра и поуздано развијајуће, типичне карактеристике онтогенезе (развојне адаптације), као и индивидуалне разлике у понашању, из еволуционе перспективе. Док еволуциони погледи имају тенденцију да већину индивидуалних разлика посматрају као резултат било насумичне генетске буке (еволуционих нус производа) и/или идиосинкразија (на пример, групе вршњака, образовање, суседства и случајни сусрети), а не као производе природне селекције, ЕРП тврди да природна селекција може фаворизовати појаву индивидуалних разлика путем „прилагодљиве развојне пластичности“. Из ове перспективе, људски развој прати алтернативне стратегије животне историје као одговор на варијабилност животне средине, уместо да следи један образац развоја типичан за врсту.
ЕРП је уско повезан са теоријским оквиром еволуционе психологије (ЕП), али се такође разликује од ЕП у неколико домена, укључујући истраживачки нагласак (ЕРП се фокусира на адаптације онтогенезе, за разлику од адаптација одраслог доба) и разматрање блиских онтогенетских и еколошких фактори (тј. како се развој дешава) поред крајњих фактора (тј. зашто се развој дешава), који су у фокусу главне еволуционе психологије.

### Теорија везаности
Теорија везаности, коју је првобитно развио Џон Болби, фокусира се на важност отворених, интимних, емоционално значајних односа. Везаност се описује као биолошки систем или моћан импулс преживљавања који је еволуирао да би се осигурало преживљавање бебе. Угрожено или под стресом дете ће се кретати према старатељима који стварају осећај физичке, емоционалне и психолошке сигурности за појединца. Везаност се храни телесним контактом и фамилијарношћу. Касније је Мери Ејнсворт развила протокол чудне ситуације и концепт сигурне базе. Утврђено је да овај алат помаже у разумевању и праћењу везаности, као што су Тест чудне ситуације и Интервју о привржености одраслих. И једно и друго помаже у одређивању фактора за одређене стилове везивања. Тест чудне ситуације помаже у проналажењу „поремећаја везаности“ и да ли се утврди да одређени атрибути доприносе одређеном проблему везаности. Интервју о привржености одраслих је алат који је сличан Тесту чудне ситуације, али уместо тога фокусира проблеме везаности који се налазе код одраслих. Оба теста су помогла многим истраживачима да стекну више информација о ризицима и како да их идентификују.
Теоретичари су предложили четири типа стилова привржености: безбедни, анксиозно-избегавајући, анксиозно-отпорни и неорганизовани. Сигурна везаност је здрава веза између бебе и неговатеља. Карактерише га поверење. Анксиозно-избегавање је несигурна везаност између бебе и неговатеља. Ово се карактерише равнодушношћу одојчета према неговатељу. Анксиозно-отпорни је несигурна везаност између бебе и неговатеља коју карактерише узнемиреност одојчета када је одвојена и бес када се поново сједине. Неорганизован стил привржености је без доследног обрасца одговора по повратку родитеља.
Дете може бити ометано у својој природној склоности ка стварању везаности. Неке бебе се одгајају без стимулације и пажње редовног неговатеља или су закључане у условима злостављања или екстремног занемаривања. Могући краткорочни ефекти ове депривације су бес, очај, одвојеност и привремено кашњење у интелектуалном развоју. Дугорочни ефекти обухватају повећану агресију, приањање, одвојеност, психосоматске поремећаје и повећан ризик од депресије у одраслом добу.
Везаност се успоставља у раном детињству, а наставља се и у одраслом добу. Када су укључени у интимне односе, начин на који одрасли могу да решавају проблеме у вези зависи од њихових стилова везаности који су формирани током њиховог детињства. Пример сигурне везаности која се наставља у одраслом добу био би када се особа осећа самопоуздано и способна је да задовољи своје потребе. Сигурна везаност омогућава одраслој особи да има здрав однос поверења. Пример анксиозне везаности током одраслог доба је када одрасла особа изабере партнера са анксиозно-избегавајућом приврженошћу. Имати анксиозан/амбивалентан стил привржености може утицати на проблеме поверења одрасле особе у посвећеној вези. Разумевањем стила везаности који је појединац формирао са својим неговатељем када су били деца, можемо боље разумети њихове међуљудске односе као одрасли.

### Природа наспрам неговања
Значајна дебата у развојној психологији је однос између урођености и утицаја околине на било који одређени аспект развоја. Ово се често назива "природом и неговањем" или нативизмом против емпиризма. Нативистички приказ развоја би тврдио да су процеси о којима је реч урођени, односно да су специфицирани генима организма. Шта чини особу оним што јесте? Да ли је то њихово окружење или генетика? Ово је дебата о природи наспрам неге.
Емпиристичка перспектива би тврдила да се ти процеси стичу у интеракцији са окружењем. Данас развојни психолози ретко заузимају тако поларизоване ставове у погледу већине аспеката развоја; него истражују, између многих других ствари, однос између урођених и утицаја околине. Један од начина на који је овај однос истражен последњих година је кроз ново поље еволуционе развојне психологије.
Једна област у којој је ова урођена дебата била истакнуто приказана је истраживање о усвајању језика. Главно питање у овој области је да ли су одређена својства људског језика одређена генетски или се могу стећи учењем. Емпиристички став по питању усвајања језика сугерише да језички унос пружа неопходне информације потребне за учење структуре језика и да одојчад усваја језик кроз процес статистичког учења. Из ове перспективе, језик се може стећи путем општих метода учења које се такође примењују на друге аспекте развоја, као што је перцептивно учење.
Нативистичка позиција тврди да је инпут језика превише осиромашен да би одојчад и деца стекли структуру језика. Лингвиста Ноам Чомски тврди да, о чему сведочи недостатак довољно информација у уносу језика, постоји универзална граматика која се примењује на све људске језике и унапред је одређена. Ово је довело до идеје да постоји посебан когнитивни модул погодан за учење језика, који се често назива и уређај за усвајање језика. Чомскијеву критику бихејвиористичког модела усвајања језика многи сматрају кључном прекретницом у опадању истакнутости теорије бихејвиоризма уопште. Али Скинерова концепција „вербалног понашања“ није умрла, можда делимично зато што је створила успешне практичне примене.

### Континуитет и дисконтинуитет
Једна од главних расправа у развојној психологији укључује да ли је развој дисконтинуиран или континуиран. Континуирани развој је квантитативан, док је дисконтинуални развој квалитативан. Квантитативне процене развоја могу бити мерење раста детета и мерење његовог памћења или распона разматрања. „Нарочито драматични примери квалитативних промена су метаморфозе, као што је појава гусенице у лептира.“
Они психолози који подржавају континуирани поглед на побољшање предлажу да побољшање укључује споре и напредне промене током читавог животног века, са понашањем у претходним фазама напредовања дајући премису способности и капацитета потребних за друге фазе. „Многима се чини да је концепт континуираног, квантитативног мерења суштина науке“.
Не слажу се сви психолози, како год било, да би напредак могао бити континуиран процес. Неки виде напредак као дисконтинуирани процес. Они прихватају да напредовање укључује непогрешиве и подељене фазе са различитим врстама понашања које се дешавају у свакој организацији. Ово предлаже да развој одређених способности у сваком аранжману, као што су посебна осећања или начин размишљања, има одређену почетну и завршну тачку. Било како било, не постоји тачно време у којем се капацитет нагло појављује или нестаје. Иако неке врсте разматрања, осећања или настављања могу изгледати нагло, више је него вероватно да се то постепено развија већ неко време.
Теорије стадијума развоја почивају на сумњи да развој може бити дисконтинуиран процес укључујући одређене фазе које карактеришу субјективни контрасти у понашању. Штавише, претпостављају да структура фаза није варијабилна за сваку особу, у сваком случају, време сваког аранжмана може се померати посебно. Теорије фаза се могу разликовати непрекидним хипотезама, које постављају да је развој постепени процес.

### Стабилност против промена
Ово питање укључује степен до којег неко постаје старији приказ свог раног искуства или да ли се развија у нешто другачије од онога што је био у ранијој фази развоја. Она разматра у којој мери су рана искуства (посебно детињство) или каснија искуства кључне детерминанте развоја особе. Стабилност се дефинише као доследно уређење индивидуалних разлика у односу на неки атрибут. Промена мења некога/нешто.
Већина развојних стручњака за животни век људског развоја признаје да су екстремне позиције неразумне. Стога, кључ за свеобухватно разумевање развоја у било којој фази захтева интеракцију различитих фактора, а не само једног.

### Теорија ума
Теорија ума је способност да себи и другима припишемо ментална стања. То је сложен, али виталан процес у коме деца почињу да разумеју емоције, мотиве и осећања не само себе већ и других. Теорија ума омогућава људима да схвате да други имају јединствена уверења и жеље које се разликују од наших. Ово омогућава људима да се укључе у свакодневне друштвене интеракције док објашњавамо ментално стање око нас. Ако дете не развије у потпуности теорију ума у овом кључном петогодишњем периоду, може патити од комуникацијских баријера које га прате у адолесценцији и одраслом добу. Изложеност већем броју људи и доступност стимулуса који подстичу социјално-когнитивни раст су фактор који се у великој мери ослања на породицу.

## Математички модели
Развојна психологија се бави не само описивањем карактеристика психолошких промена током времена, већ такође настоји да објасни принципе и унутрашње функционисање који леже у основи ових промена. Психолози су покушали да боље разумеју ове факторе користећи моделе. Модел мора једноставно да узме у обзир средства помоћу којих се процес одвија. Ово се понекад ради у вези са променама у мозгу које могу одговарати променама у понашању током развоја.
Математичко моделирање је корисно у развојној психологији за имплементацију теорије на прецизан и лак за проучавање начин, омогућавајући генерисање, објашњење, интеграцију и предвиђање различитих феномена. Неколико техника моделирања се примењује на развој: симболички, конекционистички (неуронске мреже) или модели динамичких система.
Динамички системски модели илуструју колико различитих карактеристика комплексног система може да интерагује да би произвело појавна понашања и способности. Нелинеарна динамика је примењена на људске системе посебно за решавање питања која захтевају пажњу на темпоралност, као што су животне транзиције, људски развој и промене понашања или емоционалне промене током времена. Нелинеарни динамички системи се тренутно истражују као начин да се објасне дискретни феномени људског развоја као што су афекти, усвајање другог језика и локомоција.

## Области истраживања

### Когнитивни развој
Когнитивни развој се првенствено бави начинима на које одојчад и деца стичу, развијају и користе унутрашње менталне способности као што су: решавање проблема, памћење и језик. Главне теме у когнитивном развоју су проучавање усвајања језика и развој перцептивних и моторичких вештина. Жан Пијаже је био један од утицајних раних психолога који је проучавао развој когнитивних способности. Његова теорија сугерише да развој иде кроз низ фаза од детињства до одраслог доба и да постоји крајња тачка или циљ.
Други извештаји, као што је онај Лава Виготског, сугеришу да развој не напредује кроз фазе, већ да је процес развоја који почиње рођењем и наставља се до смрти, превише сложен за такву структуру и коначност. Напротив, са ове тачке гледишта, развојни процеси се одвијају континуираније. Дакле, развој треба анализирати, уместо да га третирамо као производ који се добија.
К. Варнер Шај је проширио проучавање когнитивног развоја у одрасло доба. Уместо да буду стабилни од адолесценције, Шај види одрасле како напредују у примени својих когнитивних способности.
Савремени когнитивни развој интегрисао је разматрања когнитивне психологије и психологије индивидуалних разлика у тумачење и моделирање развоја. Конкретно, нео-пијажеовске теорије когнитивног развоја показале су да су узастопни нивои или фазе когнитивног развоја повезани са повећањем ефикасности обраде и капацитета радне меморије. Ова повећања објашњавају разлике између фаза, напредовање у више стадијуме и индивидуалне разлике деце истог узраста и истог разреда. Међутим, друге теорије су се удаљиле од Пијажеовских теорија о стадијуму, и на њих утичу прикази обраде информација специфичних за домен, који постављају да је развој вођен урођеним еволутивно одређеним и садржајно специфичним механизмима обраде информација.

### Социјални и емоционални развој
Развојни психолози који су заинтересовани за друштвени развој испитују како појединци развијају социјалне и емоционалне компетенције. На пример, проучавају како деца стварају пријатељства, како разумеју емоције и како се носе са њима и како се развија идентитет. Истраживања у овој области могу укључивати проучавање односа између сазнања или когнитивног развоја и друштвеног понашања.
Емоционална регулација или ЕР се односи на способност појединца да модулира емоционалне одговоре у различитим контекстима. Код мале деце, ова модулација је делимично контролисана споља, од стране родитеља и других ауторитета. Како се деца развијају, све више преузимају одговорност за своје унутрашње стање. Истраживања су показала да на развој ЕР утиче емоционална регулација коју деца примећују код родитеља и старатеља, емоционална клима у кући и реакција родитеља и старатеља на емоције детета.
Музика такође утиче на стимулисање и јачање чула детета кроз самоизражавање.
Социјални и емоционални развој детета може бити поремећен проблемима моторичке координације, о чему сведочи хипотеза о стресу у животној средини. Хипотеза животне средине објашњава како су деца са проблемима координације и развојним поремећајем координације изложена неколико психосоцијалних последица које делују као секундарни стресори, што доводи до повећања интернализујућих симптома као што су депресија и анксиозност. Проблеми са моторичком координацијом утичу на фине и крупне моторичке покрете, као и на перцептивно-моторичке вештине. Секундарни стресори који се обично идентификују укључују тенденцију да деца са лошим моторичким вештинама имају мање шансе да учествују у организованој игри са другом децом и да се осећају социјално изолованим.
Друштвени и емоционални развој се фокусира на пет кључних области: самосвест, самоуправљање, друштвена свест, вештине односа и одговорно доношење одлука.

### Физички развој
Физички развој се односи на физичко сазревање тела појединца док не достигне стас одрасле особе. Иако је физички раст веома редован процес, сва деца се у великој мери разликују у времену њиховог наглог раста. Раде се студије како би се анализирало како разлике у тим тајмингима утичу и како су повезане са другим варијаблама развојне психологије као што је брзина обраде информација. Традиционалне мере физичке зрелости које користе рендгенске снимке су данас мање у пракси, у поређењу са једноставним мерењима делова тела као што су висина, тежина, обим главе и распон руку.
Неколико других студија и пракси са психологијом физичког развоја су фонолошке способности зрелих 5- до 11-годишњака и контроверзне хипотезе о томе да леворуки касне у сазревању у поређењу са дешњацима. Студија коју су спровели Итон, Чиперфилд, Ричот и Костијук из 1996. године открила је у три различита узорка да не постоји разлика између дешњака и леворуких.

### Развој памћења
Истраживачи заинтересовани за развој памћења посматрају начин на који се памћење развија од детињства па надаље. Према теорији фази-трејс (енгл. fuzzy-trace theory), теорији спознаје коју су првобитно предложили Валери Ф. Рејна и Чарлс Брејнард, људи имају два одвојена процеса памћења: дословно и суштину. Ова два трага почињу да се развијају у различито време као и различитим темпом. Деца од четири године имају дословно памћење, памћење за површинске информације, које се повећава до раног одраслог доба, у ком тренутку почиње да опада. С друге стране, наш капацитет за суштинско памћење, памћење за семантичке информације, повећава се до раног одраслог доба, у ком тренутку је конзистентан кроз старост. Штавише, нечије ослањање на трагове суштине сећања расте како старимо.

## Истраживачки методи и нацрти

### Главни истраживачки методи
Развојна психологија користи многе истраживачке методе које се користе у другим областима психологије. Међутим, одојчад и деца се не могу тестирати на исти начин као и одрасли, па се често користе различите методе за проучавање њиховог развоја.
Развојни психолози имају бројне методе за проучавање промена код појединаца током времена. Уобичајене методе истраживања укључују систематско посматрање, укључујући природно посматрање или структурисано посматрање; самоизвештаји, који могу бити клинички интервјуи или структурирани интервјуи; клинички метод или метод студије случаја; и етнографија или посматрање учесника.  Ове методе се разликују по обиму контроле коју истраживачи намећу на услове студирања и како конструишу идеје о томе које варијабле треба проучавати. Свако истраживање развоја може се окарактерисати у смислу да ли његова основна стратегија укључује експериментални, корелациони или приступ студије случаја.
Експериментални метод укључује „стварну манипулацију различитим третманима, околностима или догађајима којима је учесник или субјект изложен; експериментални дизајн указује на узрочно-последичне везе". Овај метод омогућава да се изводе чврсти закључци, направљен од узрочно-последичних веза између манипулације једном или више независних варијабли и накнадног понашања, мереног зависном варијаблом. Предност коришћења овог метода истраживања је у томе што омогућава утврђивање узрочно-последичних веза међу варијаблама. С друге стране, ограничење је то што подацима добијеним у вештачком окружењу можда недостаје генерализација. Корелациона метода истражује однос између два или више догађаја прикупљањем информација о овим варијаблама без интервенције истраживача. Предност коришћења корелационог дизајна је у томе што он процењује снагу и правац односа између варијабли у природном окружењу; међутим, ограничење је у томе што не дозвољава утврђивање узрочно-последичних веза између варијабли. Приступ студије случаја омогућава истраживањима да стекну дубинско разумевање појединачног учесника прикупљањем података на основу интервјуа, структурисани упитници, запажања и резултати тестова. Свака од ових метода има своје предности и мане, али експериментални метод када је то примерено је преферирани метод научника који се баве развојем јер обезбеђује контролисану ситуацију и закључке које треба извући о узроку и- ефектне односе.
Недавно су научници почели да се ослањају на дубоко учење, облик вештачке интелигенције за обуку дубоких неуронских мрежа на биолошким и психолошким подацима.

### Истраживачки нацрти
Већина развојних студија, без обзира да ли користе експериментални, корелациони или метод студије случаја, такође се може конструисати коришћењем истраживачког дизајна. Дизајн истраживања су логички оквири који се користе за кључна поређења у оквиру истраживачких студија као што су:
- нацрт попречног пресека
- лонгитудални нацрт
- секвенцијални нацрт
- микрогенетски нацрт

У лонгитудиналној студији, истраживач посматра многе појединце рођене у исто време или отприлике у исто време (кохорта) и спроводи нова запажања како чланови кохорте старе. Овај метод се може користити за извођење закључака о томе који су типови развоја универзални (или нормативни) и који се јављају код већине чланова кохорте. Као пример, лонгитудинална студија о раном развоју писмености детаљно је испитала искуства раног описмењавања једног детета у свакој од 30 породица.
Истраживачи такође могу посматрати начине на које развој варира међу појединцима и постављати хипотезу о узроцима варијација у њиховим подацима. Лонгитудиналне студије често захтевају велике количине времена и средстава, што их чини неизводљивим у неким ситуацијама. Такође, пошто сви чланови кохорте доживљавају историјске догађаје јединствене за њихову генерацију, очигледно нормативни развојни трендови могу, у ствари, бити универзални само за њихову кохорту.
У студији попречног пресека, истраживач истовремено посматра разлике између појединаца различите старости. Ово генерално захтева мање ресурса него лонгитудинални метод, а пошто појединци долазе из различитих кохорти, заједнички историјски догађаји нису толико конфундирајући фактор. По истом принципу, међутим, истраживање попречног пресека можда није најефикаснији начин за проучавање разлика између учесника, јер те разлике могу бити резултат не њиховог различитог узраста, већ изложености различитим историјским догађајима.
Трећи нацрт студије, секвенцијални нацрт, комбинује обе методологије. Овде истраживач посматра чланове различитих кохорти рођења у исто време, а затим прати све учеснике током времена, уцртавајући промене у групама. Иако много више захтева ресурсе, формат помаже у јаснијој дистинкцији између промена које се могу приписати појединцу или историјском окружењу од оних које су заиста универзалне.
Пошто свака метода има неке слабости, развојни психолози се ретко ослањају на једну студију или чак на једну методу да би дошли до закључака проналазећи конзистентне доказе из што је могуће већег броја конвергентних извора.

## Животне фазе психичког развоја

### Пренатални развој
Пренатални развој је од интереса за психологе који истражују контекст раног психолошког развоја. Цео пренатални развој укључује три главне фазе: заметну фазу, ембрионалну фазу и феталну фазу. Заметна фаза почиње од зачећа до 2 недеље; ембрионални стадијум означава развој од 2 недеље до 8 недеља; фетални стадијум представља 9 недеља до рођења бебе. Чула се развијају у самој материци: фетус може и да види и чује до другог тромесечја (од 13 до 24 недеље старости). Чуло додира се развија у ембрионалној фази (5 до 8 недеља).  Већина милијарди неурона мозга такође се развија до другог тромесечја. Бебе се стога рађају са неком врстом мириса, укуса и са звучним преференцијама, у великој мери везаних за мајчино окружење.
Неки примитивни рефлекси такође настају пре рођења и још увек су присутни код новорођенчади. Једна хипотеза је да су ови рефлекси заостали и да имају ограничену употребу у раном људском животу. Пијажеова теорија когнитивног развоја сугерише да су неки рани рефлекси градивни блокови за сензомоторни развој бебе. На пример, тонични вратни рефлекс може помоћи развоју доводећи предмете у видно поље одојчета.
Чини се да су други рефлекси, као што је рефлекс ходања, замењени софистициранијом вољном контролом касније у детињству. Ово може бити зато што дете добија превише на тежини након рођења да би било довољно снажно да користи рефлекс, или зато што су рефлекс и каснији развој функционално различити. Такође је сугерисано да су неки рефлекси (на пример Моро и рефлекси ходања) претежно адаптације на живот у материци са мало везе са раним развојем бебе. Примитивни рефлекси се поново појављују код одраслих под одређеним условима, као што су неуролошка стања као што су деменција или трауматске лезије.
Ултразвук је показао да су новорођенчад способна за низ покрета у материци, од којих су многи више од једноставних рефлекса. У време када се роде, бебе могу да препознају и да преферирају мајчин глас што сугерише неки пренатални развој слушне перцепције. Пренатални развој и компликације при порођају такође могу бити повезани са неуроразвојним поремећајима, на пример код шизофреније. Са појавом когнитивне неуронауке, ембриологија и неуронаука пренаталног развоја постају све веће интересовање за истраживање развојне психологије.
Неколико агенаса животне средине — тератогена — могу изазвати штету током пренаталног периода. То укључује лекове који се издају на рецепт и без рецепта, илегалне лекове, дуван, алкохол, загађиваче животне средине, узрочнике заразних болести као што су вирус рубеоле и паразит токсоплазмозе, неухрањеност мајке, емоционални стрес мајке и некомпатибилност Rh фактора крви између мајке и детета.  Постоји много статистика које доказују дејство поменутих супстанци. Водећи пример овога би био да се, само у Америци, годишње роди отприлике 100.000-375.000 "кокаинских беба". Ово је резултат тога што је трудна мајка злоупотребила лек током трудноће. Доказано је да "кокаинске бебе" имају прилично озбиљне и трајне потешкоће које трају током детињства. Лек такође подстиче проблеме у понашању оболеле деце и дефекте различитих виталних органа.

### Детињство
Од рођења до прве године, дете се назива одојчетом, у овом случају одојче се обично дефинише као мало дете, посебно дете у првим годинама. Иако су обично груписани заједно као новорођенчад, свако од деце има свој начин да ради и реагује на ствари док одраста, па се стога сматра другачијим. Развојни психолози се веома разликују у процени психологије новорођенчади и утицаја спољашњег света на њу.
Највећи део времена новорођенчета проводи у сну. У почетку, овај сан је равномерно распоређен током дана и ноћи, али након неколико месеци, бебе углавном постају дневне. Код одојчета човека и глодара увек се примећује дневни ритам кортизола који је понекад типично захваћен материјом. Ипак, статистика циркадијанског ритма треба да се обликује, а 24-часовни ритам се примећује на детету само неколико месеци након рођења.
Може се видети да беба има шест стања, груписаних у парове:
- миран сан и активан сан (сањање, када наступи РЕМ сан). Генерално, постоје различити разлози зашто бебе сањају. Људи имају различите аргументе, неки тврде да је то само психотерапија, која се обично одвија нормално у мозгу, а други кажу да је то облик обраде и консолидације информација које су добијене током дана. Други тврде да је то начин представљања несвесних жеља.
- тихо буђење и активно буђење
- метеж и плач. У нормалном окружењу, бебе имају различите разлоге зашто плачу. Углавном, бебе плачу јер им је непријатно или мокро, узнемирене су и можда осећају глад или само плачу да би их родитељи размазили.[70]

#### Перцепција одојчади
Перцепција новорођенчета је оно што новорођенче може да види, чује, помирише, окуси и додирне. Ових пет особина се сматрају „пет чула“. Због ових различитих чула, бебе различито реагују на стимулусе.
Вид је знатно лошији код одојчади него код старије деце. Вид код новорођенчади има тенденцију да буде замућен у раним фазама, али се временом побољшава. Перцепција боја слична оној код одраслих демонстрирана је код одојчади млађих од четири месеца, коришћењем метода навикавања. Одојчад постижу вид као код одраслих са око шест месеци.
Слух је добро развијен пре рођења, за разлику од вида. Новорођенчад више воли сложене звукове од чистих тонова, људски говор од других звукова, мајчин глас од других гласова, а матерњи језик од других језика. Научници верују да се ове особине вероватно науче у материци. Бебе су прилично добре у откривању правца из којег долази звук, а до 18 месеци њихова способност слуха је приближно једнака способностима одрасле особе.
Мирис и укус су присутни, а одојчад показују различите изразе гађења или задовољства када им се прикажу пријатни мириси (мед, млеко, итд.) или непријатни мириси (покварено јаје) и укуси (нпр. кисели укус). Новорођенчад се рађа са преференцијама мириса и укуса које се стичу у материци због мириса и укуса плодове воде, а заузврат утичу на то шта мајка једе. И бебе које се доје и бебе храњене на флашицу старости око три дана више воле мирис људског млека него формуле, што указује на урођену склоност.  Старија беба такође више воле мирис своје мајке него мирис других.
Додир и осећај су једно од боље развијених чула при рођењу јер је једно од првих чула које се развија унутар материце. О томе сведоче горе описани примитивни рефлекси и релативно напредан развој соматосензорног кортекса.
Бол: Бебе осећају бол слично, ако не и јаче од старије деце, али ублажавању бола код новорођенчади није придато толико пажње као области истраживања. Познато је да глукоза ублажава бол код новорођенчади.

### Језик
Бебе се рађају са способношћу да разликују готово све звукове свих људских језика. Бебе од око шест месеци могу да разликују фонеме у свом језику, али не и између сличних фонема на другом језику. Значајно је да су одојчад у стању да разликују различита трајања и нивое звука и могу лако да разликују све језике са којима су се сусрели, па стога бебама лако разумети одређени језик у поређењу са одраслом особом.
У овој фази бебе такође почињу да брбљају, при чему почињу да праве самогласничке сугласнике док покушавају да разумеју право значење језика и копирају све што чују у свом окружењу производећи сопствене фонеме.

### Спознаја одојчади: Пијажеова ера
Пијаже је сугерисао да перцепција одојчета и разумевање света зависи од њиховог моторичког развоја, који је био потребан да дете повеже визуелне, тактилне и моторичке представе објеката. Према овој теорији, бебе развијају постојаност предмета додиром и руковањем предметима. Деца такође уче да схватају да су објекти чврсти и трајни и да настављају да постоје када су ван видокруга.
Пијажеов сензомоторни стадијум се састојао од шест подфаза. У раним фазама развој настаје из покрета изазваних примитивним рефлексима. Откриће нових понашања је резултат класичног и оперантног условљавања и формирања навика. Од осмог месеца дете може да открије скривени предмет, али ће истрајати када се предмет помери.
Пијаже је дошао до закључка да бебама недостаје потпуно разумевање трајности објекта пре 18 месеци након што је приметио неуспех беба пре овог узраста да потраже објекат тамо где је последњи пут виђен. Уместо тога, бебе настављају да траже објекат тамо где је први пут виђен, правећи „грешку А-не-Б“. Неки истраживачи су сугерисали да се пре узраста од осам до девет месеци, неспособност беба да схвате постојаност објекта проширује и на људе, што објашњава зашто бебе у овом узрасту не плачу када њихове мајке оду („Ван вида, ван памети“).

#### Недавна открића у сазнању новорођенчади
Током 1980-их и 1990-их, истраживачи су развили нове методе процене разумевања света одојчади са далеко више прецизности и суптилности него што је то Пијаже могао да уради у своје време. Од тада, многе студије засноване на овим методама сугеришу да мале бебе разумеју много више о свету него што се мислило.
На основу недавних открића, неки истраживачи (као што су Елизабет Спелк и Рене Бајарџон) су предложили да се разумевање трајности објекта уопште не учи, већ да обухвата део урођених когнитивних капацитета наше врсте.
Друга истраживања су показала да мала беба у првих шест месеци живота могу имати разумевање бројних аспеката света око себе, укључујући:
- рану нумеричку когницију, односно способност представљања броја, па чак и израчунавања исхода операција сабирања и одузимања;[78]
- способност закључивања циљева људи у њиховом окружењу;[79]
- способност укључивања у једноставно узрочно резоновање.[80]

### Критични периоди развоја
Постоје критични периоди у детињству и детињству током којих развој одређених перцептивних, сензомоторних, друштвених и језичких система пресудно зависи од стимулације околине. Дивља деца као што је Џини, лишена адекватне стимулације, не успевају да стекну важне вештине и не могу да уче у каснијем детињству. У овом случају, Џини се користи да представља случај дивљег детета јер је била друштвено занемарена и злостављана док је била млада девојчица. Прошла је абнормалну дечју психологију која је укључивала проблеме са њеном лингвистиком. То се десило зато што је била занемарена док је била веома млада и није имала никога ко би бринуо о њој и имала је мање људских контаката. Концепт критичних периода је такође добро успостављен у неурофизиологији, између осталих из радова Хубела и Визела. Неурофизиологија код одојчади генерално пружа корелацијске детаље који постоје између неурофизиолошких детаља и клиничких карактеристика и такође се фокусира на виталне информације о ретким и уобичајеним неуролошким поремећајима који погађају новорођенчад.

#### Застоји у развоју
Урађене су студије како би се сагледале разлике код деце која имају застој у развоју у односу на типичан развој. Уобичајено, када се упоређују једно са другим, ментална старост (МА) се не узима у обзир. Још увек могу постојати разлике у деци са закашњењем у развоју (ДД) у односу на типичне развојне (ТД) поремећаје понашања, емоционалне и друге менталне поремећаје. У поређењу са децом са МА постоји већа разлика између нормалног развојног понашања у целини. ДД-ови могу узроковати нижи МА, тако да поређење ДД-ова са ТД-има можда неће бити тако тачно. Упаривање ДД-ова посебно са ТД децом на сличном МА може бити прецизније. Постоје нивои разлика у понашању који се сматрају нормалним у одређеним годинама. Када процењујете ДД и МА код деце, размотрите да ли они са ДД имају већу количину понашања које није типично за њихову МА групу. Кашњења у развоју имају тенденцију да доприносе другим поремећајима или потешкоћама у односу на њихове ТД колеге.

### Малишани
Бебе прелазе између једне и друге године у развојну фазу познату као малолетство. У овој фази, прелазак новорођенчета у мало дете је наглашен кроз самосвест, развој зрелости у употреби језика и присуство памћења и маште.
Током детињства, бебе почињу да уче како да ходају, причају и доносе одлуке за себе. Важна карактеристика овог старосног периода је развој језика, где деца уче како да комуницирају и изражавају своје емоције и жеље коришћењем вокалних звукова, брбљања и на крају речи. Почиње да се развија и самоконтрола. У овом узрасту деца преузимају иницијативу да истражују, експериментишу и уче из грешака. Старатељи који подстичу малишане да пробају нове ствари и тестирају своје границе, помажу детету да постане аутономно, самопоуздано и самоуверено. Ако је старатељ превише заштитнички настројен или не одобрава самосталне поступке, малишан може почети да сумња у своје способности и да се стиди због жеље за независношћу. Дететов аутономни развој је инхибиран, остављајући га мање спремним за суочавање са светом у будућности. Мала деца такође почињу да се идентификују у родним улогама, делујући у складу са својом перцепцијом шта мушкарац или жена треба да раде.
Друштвено, период мале деце се обично назива „ужасним двојкама“. Мала деца често користе своје новооткривене језичке способности да изразе своје жеље, али их родитељи често погрешно разумеју због тога што се њихове језичке вештине тек почињу развијати. Особа у овој фази која тестира своју независност је још један разлог иза злогласне етикете позорнице. Чести су и напади бијеса у налету фрустрације.

### Детињство
Ерик Ериксон дели детињство у четири стадијума, од којих свака има своју посебну друштвену кризу:
1. Фаза 1: Детињство (0 до 1½) у којем је психосоцијална криза Поверење против неповерења
2. Фаза 2: Рано детињство (2½ до 3) у коме је психосоцијална криза аутономија наспрам стида и сумње
3. Фаза 3: Играње узраст (3 до 5) у којем је психосоцијална криза Иницијатива против кривице. (Ова фаза се назива и „предшколско доба“, „истраживачко доба“ и „доб играчака“.)[87]
4. Фаза 4: Школски узраст (5 до 12 година) у којем је психосоцијална криза компетентност против инфериорности

#### Игра (или предшколски) узраст од 3 до 5 година.
У најранијим годинама деца су „потпуно зависна од бриге других”. Због тога развијају „друштвени однос“ са својим неговатељима, а касније и са члановима породице. Током предшколског узраста (3—5), они „проширују своје друштвене хоризонте“ да би укључили људе ван породице.
Развија се преоперативно, а затим и оперативно мишљење, што значи да су акције реверзибилне, а егоцентрична мисао се смањује.
Моторичке способности предшколаца се повећавају тако да могу да ураде више ствари за себе. Они постају независнији. Више не зависи у потпуности од бриге других, свет ове старосне групе се шири. Више људи има улогу у обликовању њихове индивидуалне личности. Предшколци истражују и преиспитују свој свет. За Жана Пијажеа, дете је „мали научник који истражује и размишља о овим истраживањима како би повећао компетенцију“ и то се ради на „веома независан начин“.
Игра је главна активност за узраст од 3 до 5 година. За Пијажеа, кроз игру „дете достиже виши ниво когнитивног развоја.“
У свом проширеном свету, деца узраста од 3 до 5 година покушавају да нађу свој пут. Ако се то ради на друштвено прихватљив начин, дете развија иницијативу. Ако не, дете развија осећај кривице. Деца која развијају „кривицу” уместо „иницијативу” нису успела у Ериксоновој психосоцијалној кризи за старосну групу од 3 до 5 година.

#### Средње детињство 6–12 година.
За Ерика Ериксона, психосоцијална криза током средњег детињства је компетентност против инфериорности која, ако се успешно реши, улива осећај компетентности код детета.
У свим културама, средње детињство је време за развијање „вештина које ће бити потребне њиховом друштву“. Школа нуди арену у којој деца могу да стекну поглед на себе као „радна (и вредна)“. Они се „оцењују за свој школски рад, а често и за своју делатност“. Они такође могу развити индустрију ван школе у спорту, играма и волонтерском раду. Деца која постигну „успех у школи или игрицама могу развити осећај компетентности“.
„Опасност током овог периода је то што ће се развити осећање неадекватности и инфериорности. Родитељи и наставници могу „подривати“ развој детета тако што не препознају достигнућа или буду претерано критични према напорима детета. Охрабрени и похваљени" развијају веру у своју компетентност. Недостатак охрабрења или способности да се истичу доводе до "осећаја неадекватности и инфериорности".
Центри за контролу болести дели средње детињство у две фазе, 6–8 година и 9–11 година, и даје „развојне прекретнице за сваку фазу“.

##### Средње детињство (7–10).
Уласком у основну школу деца ове старосне групе почињу да размишљају о будућности и свом „месту у свету“. Рад са другим ученицима и жеља за њиховим пријатељством и прихватањем постају важнији. То доводи до „више независности од родитеља и породице“. Као ученици, они развијају менталне и вербалне вештине „да описују искуства и говоре о мислима и осећањима“. Постају мање егоцентрични и показују „више бриге за друге“.

##### Средње детињство (9–11).
За децу узраста од 9 до 11 година „пријатељства и вршњачки односи“ повећавају снагу, сложеност и важност. Ово резултира већим „притиском вршњака“. Они постају још мање зависни од својих породица и имају академски изазов. Да би одговорили на овај изазов, они повећавају распон пажње и уче да виде друге тачке гледишта.

### Младост
Адолесценција је период живота између почетка пубертета и потпуне посвећености друштвеној улози одрасле особе, као што је радник, родитељ и/или грађанин. То је период познат по формирању личног и друштвеног идентитета (види Ерик Ериксон) и открићу моралне сврхе (види Вилијам Дејмон). Интелигенција се демонстрира кроз логичку употребу симбола везаних за апстрактне концепте и формално резоновање. Повратак егоцентричној мисли се често дешава у раном периоду. Само 35% развије способност формалног расуђивања током адолесценције или одраслог доба.
Подељен је на три дела, и то:
- Рана адолесценција: 9 до 13 година
- Средња адолесценција: 13 до 15 година и
- Касна адолесценција: 15 до 18 година

Адолесцент несвесно истражује питања као што су "Ко сам ја? Ко желим да будем?" Као и мала деца, адолесценти морају да истражују, тестирају границе, постану аутономни и посвете се идентитету или осећају себе. Различите улоге, понашања и идеологије морају се испробати да би се изабрао идентитет. Конфузија улога и немогућност избора занимања могу бити резултат неуспеха да се постигне осећај идентитета преко, на пример, пријатеља.

### Рано одрасло доба
Рано одрасло доба се генерално односи на период између 18. и 29. године, и према теоретичарима као што је Ерик Ериксон, представља фазу у којој је развој углавном фокусиран на одржавање односа. Примери укључују стварање интимне везе, одржавање пријатељстава и оснивање породице. Неки теоретичари наводе да се развој интимних вештина ослања на разрешење претходних развојних фаза. Осећај идентитета стечен у претходним фазама такође је неопходан да би се развила интимност. Ако се ова вештина не научи, алтернатива је отуђење, изолација, страх од посвећености и немогућност да се зависи од других.
Сродни оквир за проучавање овог дела животног века је онај у настајању одраслог доба. Научници у зрелом добу, као што је Џефри Арнет, нису нужно заинтересовани за развој односа. Уместо тога, овај концепт сугерише да људи прелазе након тинејџерских година у период који се не карактерише као изградња односа и свеукупни осећај постојаности са животом, већ са годинама живота са родитељима, фазама самооткривања и експериментисања.

### Средње одрасло доба
Средње одрасло доба се генерално односи на период између 29. и 49. године. Током овог периода, одрасли средњих година доживљавају сукоб између генеративности и стагнације. Они могу или имати осећај да доприносе друштву, следећој генерацији или њиховој непосредној заједници; или развити осећај бесмислености.
Физички, средовечни људи доживљавају пад мишићне снаге, времена реакције, чулне оштрине и срчаног минутног волумена. Такође, жене доживљавају менопаузу у просеку од 48,8 година и нагли пад хормона естрогена. Мушкарци доживљавају поремећај ендокриног система који је еквивалентан менопаузи. Андропауза код мушкараца је хормонска флуктуација са физичким и психолошким ефектима који могу бити слични онима који се виде код жена у менопаузи. Како мушкарци старе, снижени нивои тестостерона могу допринети променама расположења и смањењу броја сперматозоида. Такође може утицати на сексуалну реакцију, укључујући кашњење у ерекцији и дуже периоде стимулације пениса потребне за постизање ејакулације.
Важан утицај биолошких и друштвених промена које доживљавају жене и мушкарци у средњем одраслом добу огледа се у чињеници да је депресија у свету највиша са 48,5 година.

### Старост
Светска здравствена организација не налази да „нема опште сагласности о старости у којој особа стари“. Већина „развијених земаља“ одређује старост као 60 или 65 година. Међутим, у земљама у развоју немогућност „активног доприноса“ друштву, а не хронолошка старост, означава почетак старости. Према Ериксоновим фазама психосоцијалног развоја, старост је фаза у којој појединци процењују квалитет свог живота. Размишљајући о својим животима, људи у овој старосној групи развијају осећај интегритета ако одлучују да су им животи били успешни или осећај очаја ако процена нечијег живота указује на неуспех у постизању циљева.
Физички, старији људи доживљавају пад мишићне снаге, времена реакције, издржљивости, слуха, перцепције удаљености и чула мириса. Они су такође подложнији болестима као што су рак и упала плућа због ослабљеног имунолошког система. Показало се да програми усмерени на равнотежу, снагу мишића и покретљивост смањују инвалидитет код старијих особа са благим (али не и тежим) инвалидностима.
Сексуално изражавање у великој мери зависи од емоционалног и физичког здравља појединца. Многи старији одрасли настављају да буду сексуално активни и задовољни својом сексуалном активношћу.
Може доћи и до менталне дезинтеграције, што доводи до деменције или обољења као што је Алцхајмерова болест. Просечна старост почетка деменције код мушкараца је 78,8 и 81,9 година за жене. Опште се верује да се кристализована интелигенција повећава до старости, док флуидна интелигенција опада са годинама. Да ли се нормална интелигенција повећава или смањује са годинама зависи од мере и студије. Лонгитудиналне студије показују да се брзина перцепције, индуктивно закључивање и просторна оријентација смањују. Чланак о когнитивном развоју одраслих извештава да студије попречног пресека показују да су „неке способности остале стабилне у раној старости“.

## Родитељство
Саме варијабле родитељства обично чине 20 до 50 процената варијансе у исходима деце.
Сви родитељи имају своје родитељске стилове. Родитељски стилови, према Кимберли Копко, „засновани су на два аспекта родитељског понашања; контроли и топлини. Родитељска контрола се односи на степен до којег родитељи управљају понашањем своје деце. Родитељска топлина се односи на степен до којег родитељи прихватају и реагују на понашање њихове деце.“

### Родитељски стилови
У литератури о развоју детета описани су следећи стилови родитељства:
- Ауторитативно родитељство је окарактерисано као родитељи који имају високу родитељску топлину, реаговање и захтевност, али ниске оцене негативности и сукоба. Ови родитељи су асертивни, али нису наметљиви или превише рестриктивни.[116] Овај метод родитељства је повезан са позитивнијим друштвеним и академским исходима. Корисни резултати ауторитативног родитељства нису нужно универзални. Међу афроамеричким адолесцентима, ауторитативно родитељство није повезано са академским постигнућем без подршке вршњака за постигнуће.[117] Деца коју одгајају ауторитативни родитељи имају „већу вероватноћу да постану независна, самопоуздана, друштвено прихваћена, академски успешна и да се добро понашају. Мање је вероватно да ће пријавити депресију и анксиозност и мање је вероватно да ће се укључити у антисоцијално понашање као што је делинквенција и употреба дрога.“[118]
- Ауторитарно родитељство карактерише низак ниво топлине и одзивности са високим нивоом захтевности и чврсте контроле. Ови родитељи се фокусирају на послушност и редовно прате своју децу. Генерално, овај стил родитељства је повезан са неприлагођеним исходима. Исходи су штетнији за дечаке из средње класе него за девојчице, беле девојчице у предшколском узрасту него за црне девојчице предшколског узраста, и за беле дечаке него за латиноамеричке дечаке.[116]
- Пермисивно родитељство карактерише висок ниво одзивности у комбинацији са ниским нивоом захтевности. Ови родитељи су попустљиви и не захтевају нужно зрело понашање. Они омогућавају висок степен саморегулације и обично избегавају конфронтацију. У поређењу са децом одгајаном у ауторитативном стилу, девојчице предшколског узраста одгајане у пермисивним породицама су мање асертивне. Поред тога, деца предшколског узраста оба пола су мање когнитивно компетентна од оне деце која су одгајана у ауторитативним стиловима родитељства.[116]
- Одбијање или занемаривање родитељства је последња категорија. Ово карактерише низак ниво захтевности и одзивности. Ови родитељи су обично одвојени од живота свог детета, немају структуру у својим родитељским стиловима и немају подршку. Деца у овој категорији су обично најмање компетентна од свих категорија.[116]

### Фактори мајке и оца
Родитељске улоге у развоју детета обично су фокусиране на улогу мајке. У новијој литератури, међутим, гледа се на оца као на важну улогу у развоју детета. Потврђујући улогу очева, студије су показале да деца од 15 месеци имају значајне користи од ефикасног ангажмана са својим оцем. Конкретно, студија у САД и Новом Зеланду је открила да је присуство природног оца најзначајнији фактор у смањењу стопе ране сексуалне активности и стопе тинејџерске трудноће код девојчица. Штавише, други аргумент је да ни мајка ни отац заправо нису суштински важни за успешно родитељство, и да самохрани родитељи као и хомосексуални парови могу да подрже позитивне исходе деце. Према овом скупу истраживања, деци је потребна бар једна доследно одговорна одрасла особа са којом дете може имати позитивну емоционалну везу. Имати више од једне од ових фигура доприноси већој вероватноћи позитивних исхода код деце.

### Развод
Још један родитељски фактор о којем се често расправља у смислу његовог утицаја на развој детета је развод. Развод сам по себи није одлучујући фактор негативних исхода деце. У ствари, већина деце из породица које се разводе спадају у нормалне границе по мерама психолошког и когнитивног функционисања. Бројни фактори посредника играју улогу у одређивању ефеката које развод има на дете, на пример, породице са малом децом које се разводе често суочавају са тежим последицама у смислу демографских, друштвених и економских промена него породице са старијом децом. Позитивно заједничко родитељство након развода је део обрасца повезаног са позитивним суочавањем са децом, док непријатељско родитељско понашање доводи до деструктивног обрасца остављајући децу у опасности. Поред тога, директан родитељски однос са дететом утиче и на развој детета након развода. Све у свему, заштитни фактори који олакшавају позитиван развој детета након развода су мајчина топлина, позитиван однос оца и детета и сарадња између родитеља.

### Научни часописи
Часописи који се баве темама развојне психологије:
- Journal of the American Academy of Child and Adolescent Psychiatry
- Journal of Child Psychology and Psychiatry
- Development and Psychopathology
- Child Development
- Autism Research
- Kindheit und Entwicklung
- Journal of Autism and Developmental Disorders
- European Child & Adolescent Psychology
- Developmental Science
- Developmental Review
- Psychology and Aging
- Journal of Abnormal Child Psychology
- Developmental Psychology
- Journal of Adolescent Health
- Research in Autism Spectrum Disorders
- Developmental Neuropsychology
- Journal of Research on Adolescence
- Journal of Youth and Adolescence
- Journal of Clinical Child and Adolescent Psychology
- Journal of Pediatric Psychology

## Даље читање
- Bjorklund DF, Pellegrini AD (2000). „Child development and evolutionary psychology” (PDF). Child Development. 71 (6): 1687—1708. CiteSeerX 10.1.1.132.1981 . PMID 11194266. doi:10.1111/1467-8624.00258. Архивирано из оригинала (PDF) 2011-08-12. г. Приступљено 2005-12-01.
- Bornstein MH, Lamb ME, ур. (2005). Developmental science: An advanced textbook (5th изд.). Mahwah, NJ: Lawrence Erlbaum Associates Publishers. ISBN 0-8058-5163-1.
- Johnson-Pynn J, Fragaszy DM, Cummins-Sebree S (2003). „Common territories in comparative and developmental psychology: The quest for shared means and meaning in behavioral investigations.” (PDF). International Journal of Comparative Psychology. 16: 1—27. S2CID 6674770. doi:10.46867/C4D308. Архивирано из оригинала (PDF) 2013-05-24. г. Приступљено 2012-06-29.
- Lerner RM (1997). Concepts and theories of human development (2nd изд.). Mahwah, NJ: Lawrence Erlbaum Associates Publishers. ISBN 0-8058-2682-3. LCCN 85-28127.
- Reid V, Striano T, Koops W (2007). Social Cognition During infancy. Psychology Press.